# Trịnh Thị Thanh Bình
Trịnh Thị Thanh Bình (sinh năm 1961) là nữ thẩm phán và chính trị gia người Việt Nam. Bà từng là đại biểu Quốc hội Việt Nam khóa 13, khóa 12 thuộc đoàn đại biểu Bến Tre. Bà từng là Chánh án Tòa án nhân dân tỉnh Bến Tre.

## Tiểu sử
Trịnh Thị Thanh Bình sinh ngày 10 tháng 6 năm 1961, người dân tộc Kinh, không theo tôn giáo nào.
Bà có quê quán tại xã Định Thủy, huyện Mỏ Cày Nam, tỉnh Bến Tre.
Bà có bằng Cử nhân Luật và Cao cấp lý luận chính trị Đảng Cộng sản Việt Nam.
Ngày 11/3/1985, bà gia nhập Đảng Cộng sản Việt Nam.
Bà từng là Đại biểu HĐND cấp tỉnh (1999-2004).
Bà từng là Đại biểu Quốc hội Việt Nam khóa 12 tỉnh Bến Tre.
Bà từng là Đại biểu Quốc hội Việt Nam khóa 13 tỉnh Bến Tre, Tỉnh ủy viên, Thẩm phán, Chánh án Tòa án nhân dân tỉnh Bến Tre, Ủy viên Ủy ban Tư pháp của Quốc hội, Phó Giám đốc Sở Tư pháp; Phó bí thư Đảng ủy, Uỷ viên thường vụ Ban chấp hành Hội Liên hiệp phụ nữ tỉnh Bến Tre.
Tháng 9 năm 2015, bà nghỉ hưu theo chế độ.